# Шорштедт
Шорштедт (нем. Schorstedt) — деревня в Германии, в земле Саксония-Анхальт, входит в район Штендаль в составе городского округа Бисмарк.
Население составляет 271 человек (на 31 декабря 2008 года). Занимает площадь 15 км².

## История
Основание поселения, по археологическим находкам, датируется IV веком, а первое упоминание о поселении относится к 800 году.
1 января 2010 года, после проведённых реформ, Шорштедт вошёл в состав городского округа Бисмарк в качестве района.

## Галерея

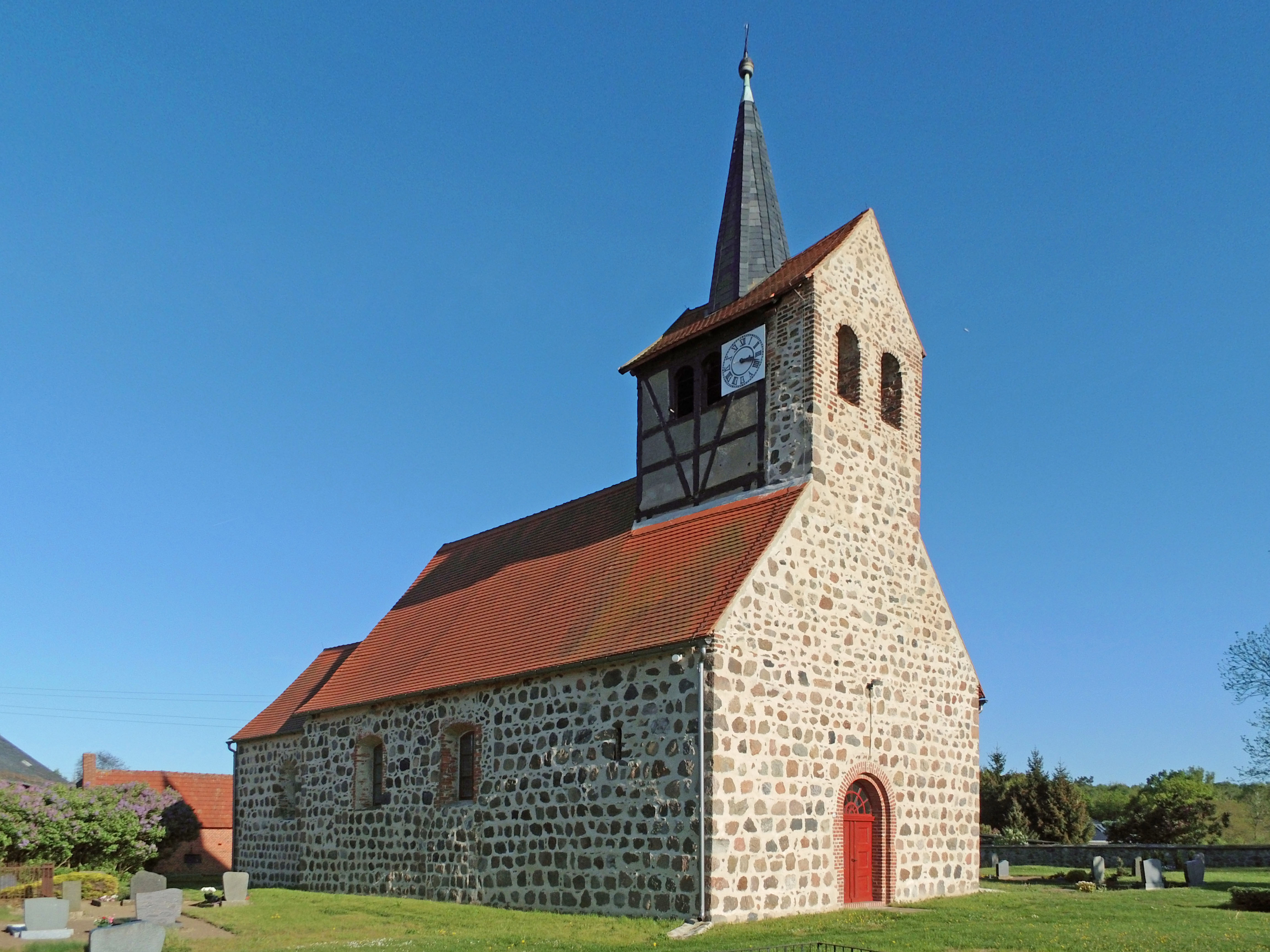
Церковь в Шорштедте